# 赤灣站 (平南鐵路)
平南鐵路赤灣站是一個已經拆除的鐵路車站，原址位於中國廣東省深圳市南山區，建于1994年，离深圳西站9公里。

## 历史
- 1994年：赤湾站建成启用。
- 2005年，為紓緩赤灣港一帶的交通壓力，平南鐵路赤灣站和其所屬的赤灣支線被拆除，原址改建為進出港口的道路。深圳赤湾港航股份有限公司為此事須向深圳平南鐵路有限公司賠償超過3400萬元人民幣的損失[2]。